# Ex spedale di San Pier Novello
L'ex spedale di San Pier Novello o dei Ridolfi è un ospedale storico di Firenze, situato in via Romana 64r-66r-68r, nel quartiere di Oltrarno. Venne chiamato anche "ospedale della Chiocciola" o "del Ciottolo". 

## Storia e descrizione
Nel testamento del 1349 di Piero di Cione dei Ridolfi di Piazza venne disposta la costruzione di un luogo di ricovero per i poveri, dedicato a san Pietro in onore del suo patrono, e "Novello" per distinguerlo da uno già esistente in San Pier Gattolino (non più esistente, demolito nel 1547). Come sede venne predisposta una casa che Piero Ridolfi, già importante figura politica della Repubblica gonfaloniere nel 1344 e priore delle Arti nel 1348, aveva acquistato da messer Giannozzo de' Cavalcanti presso la Porta Vecchia di San Pier Gattolino. Le volontà testamentarie vennero puntualmente attuate dal nipote Antonio, che a sua volta, alla morte nel 1454, lasciò all'ospedale una cospicua dotazione di terreni e si fece seppellire nello scomparso oratorio dell'istituto.

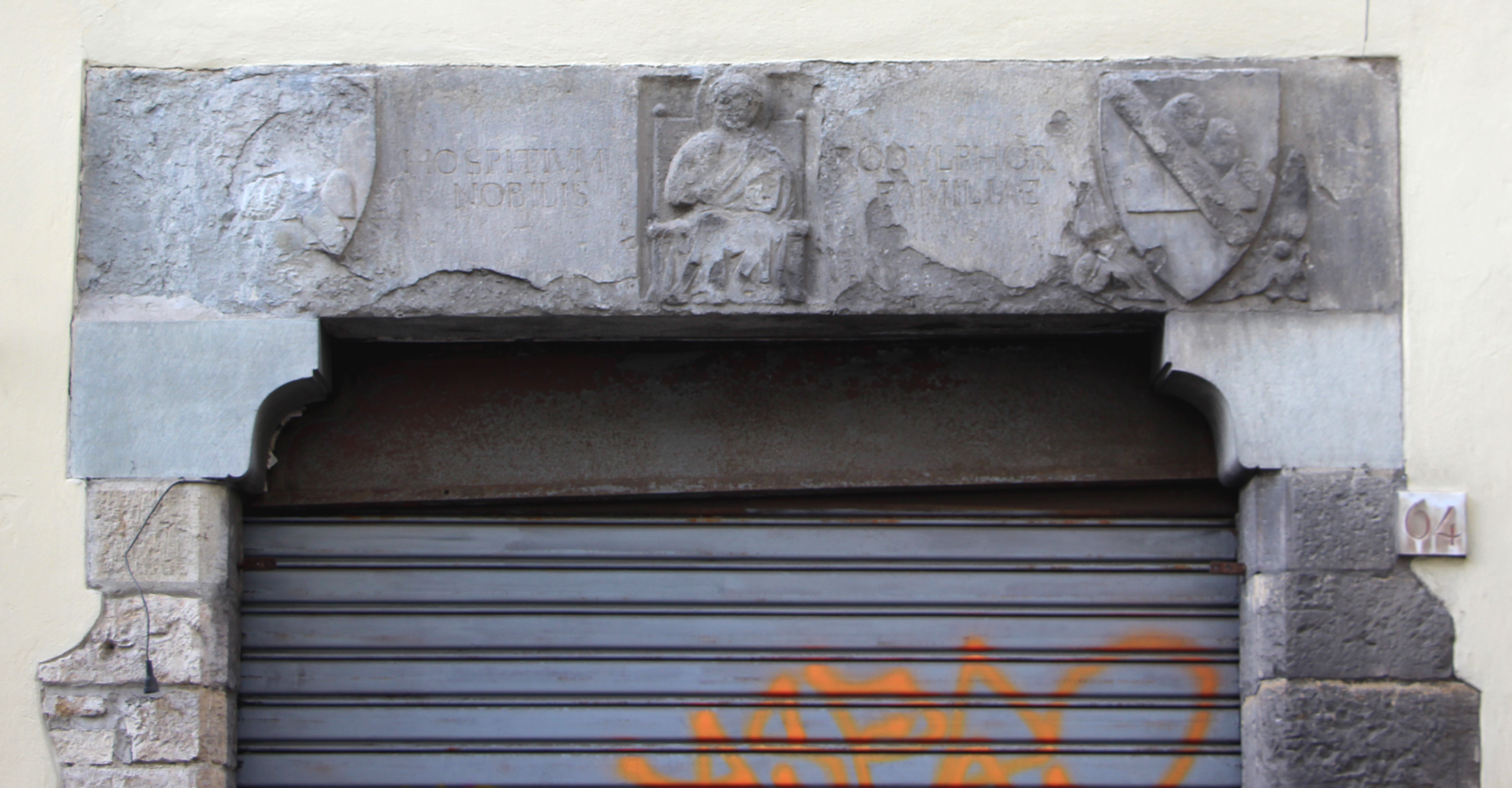
L'architrave con l'iscrizione e gli stemmi

Della sede resta ancora oggi un portale trecentesco al 64 rosso con la figura di San Pietro tra due stemmi Ridolfi (al monte di sei cime e alla banda diminuita attraversante) e l'iscrizione «Hospitium Nobilis Familiae Rodolphorum» ("ospizio della nobile famiglia dei Ridolfi"). 
Nel tempo variò le sue dimensioni, restando sempre una piccola istituzione caritatevole, con una media di dieci/dodici letti disponibili. 
In seguito ad una congiura organizzata nel 1560 dai Pucci contro i Medici, alla quale avevano aderito anche i Ridolfi, lo spedale fu confiscato e sottoposto ai Capitani del Bigallo. Nel 1599 tuttavia, dopo molti tentativi e richiesti, i Ridolfi riuscirono a riottenerne la gestione. Il 16 marzo 1621 l'orto dello spedale venne venduto alle monache del monastero di San Vincenzo di Annalena. 
Nonostante un certo benessere finanziario dato dalla buona gestione durante i secoli, l'ospedale fu comunque soppresso nel riordino lorenese del 1751, e i suoi beni immobili concessi alle monache di Annalena, che li confinavano. Dopo la soppressione anche del monastero, i beni e gli ambienti dello spedale vennero infine ceduti a privati. Oggi l'antica sede, una bassa costruzione a due piani, ospita un laboratorio artigiano, e a memoria della sua storia resta solo la mostra del portale esterno.

## Bibliografia

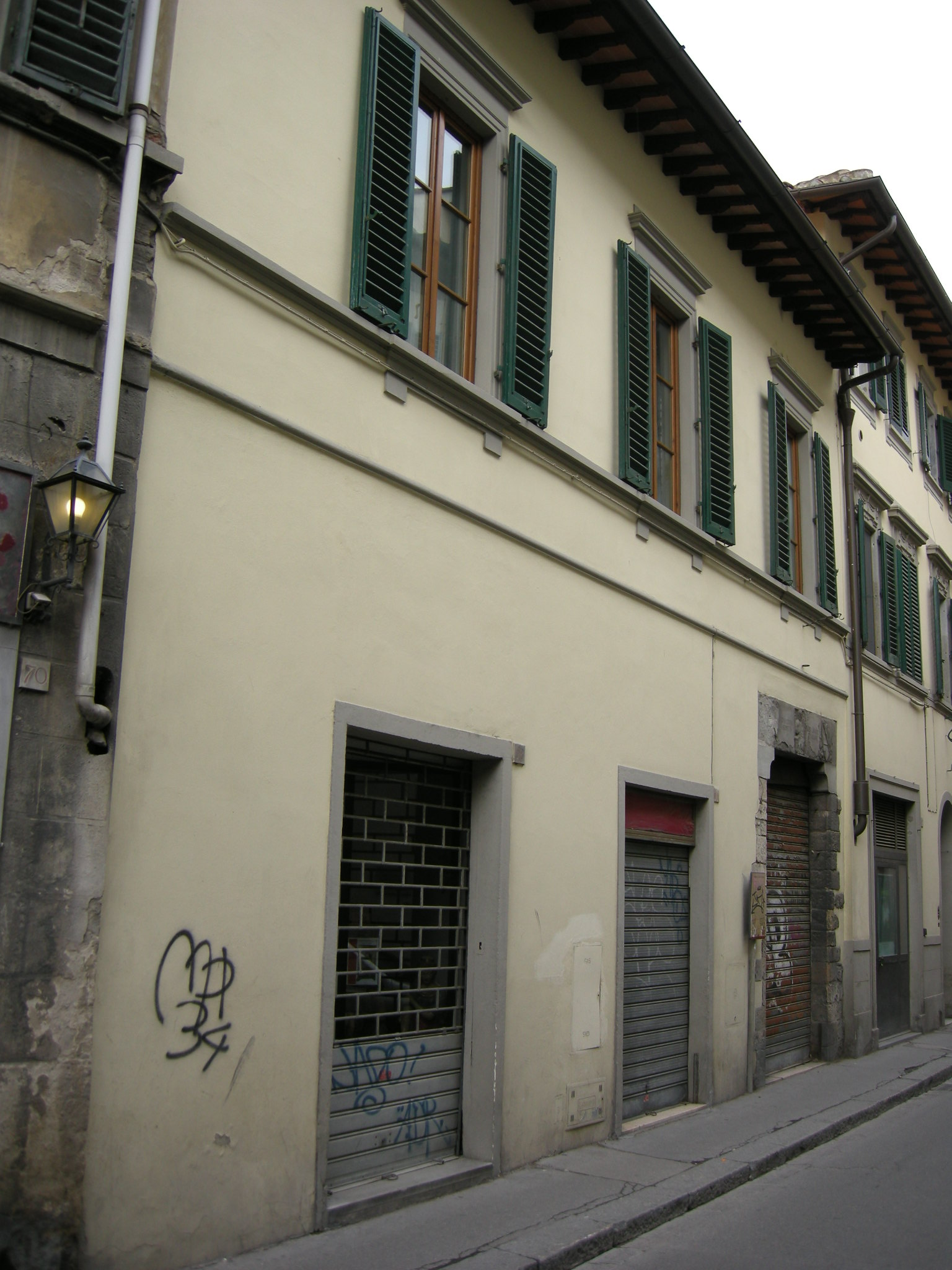
L'edificio